# Valdengo

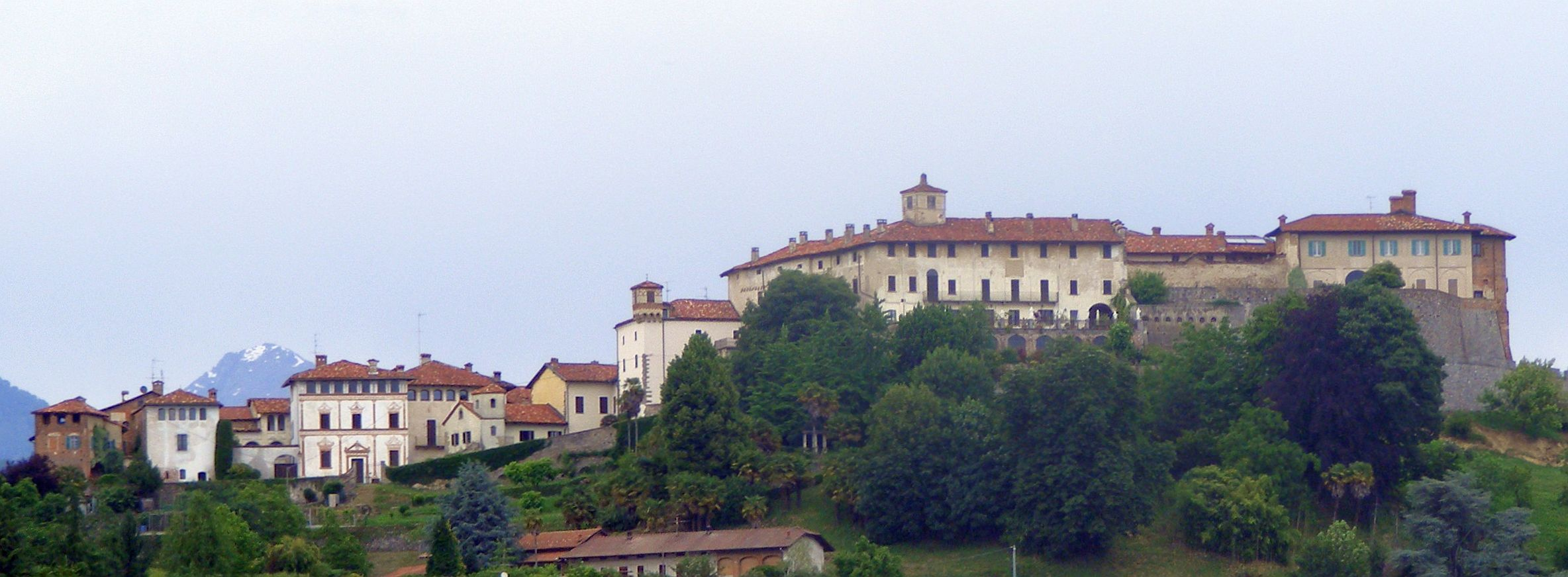
Blick auf die Burg

Valdengo ist eine Gemeinde mit 2360 Einwohnern (Stand 31. Dezember 2023) in der italienischen Provinz Biella (BI), Region Piemont.
Die Nachbargemeinden sind Candelo, Cerreto Castello, Piatto, Quaregna, Ronco Biellese, Ternengo und Vigliano Biellese.
Der Schutzpatron des Ortes ist San Biagio.

## Geographie
Der Ort liegt 7 km von Biella entfernt auf einer Höhe von 320 m über dem Meeresspiegel.
Das Gemeindegebiet umfasst eine Fläche von 7,72 km².

## Sehenswürdigkeiten
- Die Burg Castello degli Avogadro
- Die Dorfkirche Parrocchiale di San Biagio
- Die Kapelle Cappella dei Santi Eusebio, Antonio e Caterina

## Kulinarische Spezialitäten
In der Umgebung von Valdengo wird Weinbau betrieben. Das Rebmaterial findet Eingang in den DOC-Wein Coste della Sesia.

## Persönlichkeiten
- Giuseppe Pella (1902–1981), Politiker (Außenminister und Ministerpräsident)